# کنستانتین پوزنیاک
کنستانتین پوزنیاک (اوکراینی: Селиванов Александр Анатольевич؛ زادهٔ ۱۳ نوامبر ۱۹۷۷) بازیکن فوتبال اهل اوکراین است.